# Marysville (Pennsylvanie)
Pour les articles homonymes, voir Marysville.
Marysville est un borough situé au sud-est du comté de Perry, en Pennsylvanie, aux États-Unis,. En 2010, il comptait une population de 2 534 habitants, estimée au 1er juillet 2020 à 2 627 habitants.  Le borough est incorporé le 12 avril 1866.

## Démographie
Lors du recensement de 2010, le borough comptait une population de 955 habitants. Elle est estimée, en 2020, à 2 627 habitants.

### Source de la traduction
- (en) Cet article est partiellement ou en totalité issu de l’article de Wikipédia en anglais intitulé « Marysville, Pennsylvania » (voir la liste des auteurs).